# Ren Klyce
Ren Klyce (Quioto, 7 de maio) é um sonoplasta nipo-americano. Foi indicado três vezes ao Oscar de melhor mixagem de som (The Curious Case of Benjamin Button, The Social Network e The Girl with the Dragon Tattoo e duas vezes ao Oscar de melhor edição de som (Fight Club e The Girl with the Dragon Tattoo).